# アロンソ・アルバレス・デ・ピネダ
アロンソ・アルバレス・デ・ピネダ（Alonso Álvarez de Pineda、1494年 - 1519年）は、スペインの探検家、地図製作者。
アルバレス・デ・ピネダは1519年、スペイン領ジャマイカ総督のフランシスコ・デ・ガライに、フロリダ州からメキシコまでのメキシコ湾岸（今日のアメリカ合衆国南部）を探険し地図に写すことを命じられて航海した。フランシスコ・デ・ガライは遠征隊に船と資金を提供した。
アルバレス・デ・ピネダは今日のフロリダ州西部の海岸からベラクルスまでを探検した。9か月の探検の間、彼はおよそ800マイルの海岸線を地図に描いた。アルバレス・デ・ピネダは恐らくテキサス州を探険した最初のヨーロッパ人である。彼はまた、テキサスの地域をスペイン領と主張し、コーパスクリスティ湾に入った。アルバレス・デ・ピネダは1519年8月にベラクルスに到着したが、彼を捕らえようとしたエルナン・コルテスから逃げなければならなかった。アルバレス・デ・ピネダは、恐らくリオ・グランデ川を北に航行した。
アルバレス・デ・ピネダはプエブロの集落に入った時に首をはねられて死んだ。彼のジャマイカへの帰還の記録は確認されていない。アルバレス・デ・ピネダの探検と地図についての報告は、ジャマイカ総督へ送られた。